# 永川勝浩
永川 勝浩（ながかわ かつひろ、1980年12月14日 - ）は、広島県三次市出身の元プロ野球選手（投手）、コーチ。右投右打。

## 経歴

### プロ入り前
三次市立三次中学校時代はバスケットボール部に所属しており、後のチームメイトの梵英心は三次市の同じ少年野球チームに所属した幼なじみだった。
3年間のブランクがあったが広島県新庄高校で再び野球を始める。高校の同級生にMEG、2年先輩にCHEMISTRYの堂珍嘉邦がいた。卒業後は亜細亜大学へ進み、上級生になるとエース・木佐貫洋に次ぐ投手として、同じく同期の小山良男とバッテリーを組んだ。4年の大学選手権は準々決勝で先発勝利、明治神宮大会は準決勝で完封し優勝に貢献した。東都大学リーグ通算成績は、15試合の登板で、5勝4敗、防御率2.03。
2002年のドラフト会議において広島東洋カープから球団史上初の自由獲得枠として入団。背番号は、球団として8年間欠番が続いていた北別府学の永久預かり番号である20。

### プロ入り後

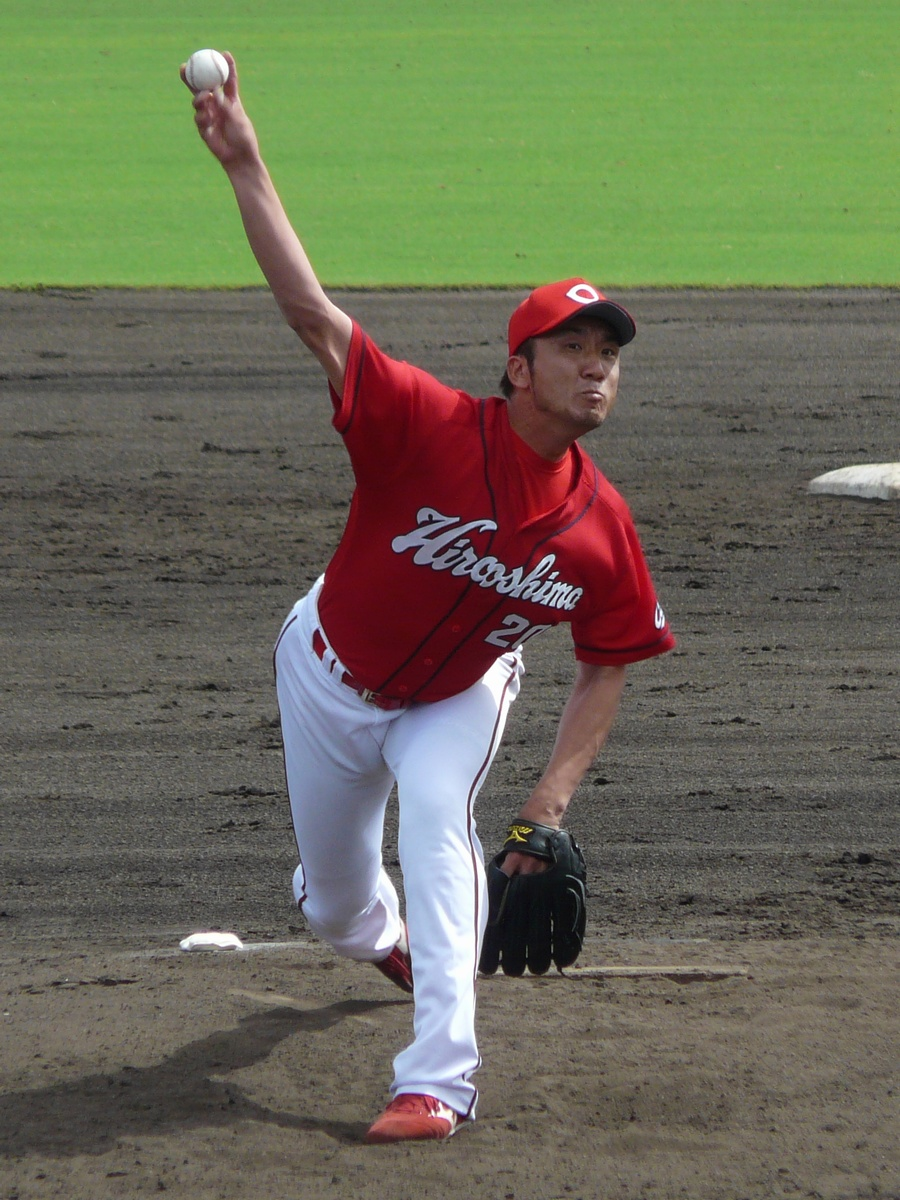
2011年

2003年、2000年の苫米地鉄人以来となる新人開幕一軍入り。前年30セーブを挙げた小山田保裕が故障で出遅れるとクローザーを任され活躍。新人としては球団最高の25セーブを記録。オールスターゲームにも出場。41イニングで50三振を奪った。10勝を挙げた木佐貫洋や25本塁打を打った村田修一と新人王争いを繰り広げ、結局、新人王は木佐貫に譲った。
2004年は開幕から不調で、4月に4セーブを挙げたものの、5月1日の巨人戦で逆転負けを喫するとクローザーの役割を剥奪され、5月以降は0セーブに終わった。8月に一軍再昇格すると、8月15日の対阪神戦で初先発し、勝利投手になった。この試合は、大竹寛が抑えで登板するという本来とは逆のパターンでの起用であった。先発として球種が足りないためスライダーやカーブも駆使するピッチングだったが、速球で押す本来の良さが消えて長続きせず、右肩痛も重なり再度二軍落ちした。
2005年、クローザーのジョン・ベイルへ繋ぐ中継ぎとして起用された。キャンプで覚えたツーシーム、交流戦終盤から使い始めたスライダーで投球の幅を広げた。8月に右足内転筋を痛め1か月戦列を離れたが、チーム最多、自己最多の57試合に登板し、守護神ベイル不在時はクローザーとしても活躍。狭い広島市民球場をホームにしながら被本塁打は2本、防御率は3.13と好成績を記録。
2006年、投球の2段モーションの規制により投球フォームを修正すると制球が以前より安定しだした。開幕当初は中継ぎとして起用されたが、5月中旬、ベイルが左足内転筋痛により登録抹消されるとクローザーを担当。5月16日の対西武戦で9回一死、8対7の一点差リードで登板し、2者を完璧に抑えシーズン初セーブ。その後も順調にセーブを重ね、リーグ最多の65試合に登板。岩瀬仁紀に次ぐ27セーブを挙げた。防御率も1.66と安定しており、クローザー転向後の救援成功率は79%だった。2度目のオールスターゲーム、オフの日米野球に出場した。
2007年、この年代における広島投手陣のクローザーは小山田保裕や小林幹英のように1年間だけ好成績を挙げるものの、翌年には成績が急降下する例が続いていたが、永川は大野豊以来球団史上2人目の2年連続25セーブ以上・セーブの球団記録更新（31セーブ）を達成。ただ制球力が前シーズンより不安定となり、特にフォークボールが打者の手前でワンバウンドするなどし、当時自己最多の11暴投。与四球率が高まったためストライクを取りにいくストレートを痛打され、WHIPも前年より悪化した。2試合連続でサヨナラ負けを喫するなどセーブ機会を10回以上も失敗し、同点や点差が大きく離れた試合等を含めると16回もチームの逆転負けに関わった。また不調による二軍落ちもあったため、31セーブを挙げた一方で不安定な内容のシーズンであった。この頃から走者を出しても何とか抑える投球内容からファンに「永川劇場」等と揶揄されることとなる。
2008年、前年の不安定ぶりやフォーム改造の遅れの影響で、開幕を二軍で迎えたが、4月下旬に中継ぎで復帰した後、5月からはクローザーに復帰。フォーム改造が上手く行かず投球の大半をフォークに頼る投球を続けるが、結果としてシーズンを通して救援失敗が1度だけという抜群の安定感で、8月には大野豊以来球団史上2人目の3年連続20セーブを記録。9月には2年連続30セーブを挙げ、9月12日には自らの球団記録を更新する32セーブ目を挙げた。最終的に藤川球児と並んでリーグ2位となる38セーブを記録。シーズン終了後には推定年俸が倍増の1億6000万円で契約更改し、この時点でのチーム最高年俸となった。
2009年、5月24日の対西武戦で、大野の記録を更新する球団新記録の通算139セーブ目を挙げ、8月1日の対横浜戦で、史上7人目となる通算150セーブを達成。9月10日のヤクルト戦で、球団新記録となる3年連続30セーブを記録した。しかしこのシーズンは、開幕からたびたび打ち込まれ不安定な投球を繰り返した。特に走者のいない場面で球にバラつきがありクイックの方が安定感があったため、走者がいなくてもクイックで投げる試合もあった。以前からの課題だった四球数こそ前年とほぼ変わらなかったが、生命線であるフォークの落ちが悪く被打率が悪化。特にフォークで空振りを奪えないのは致命的で、奪三振率は7.71（56イニングで48奪三振）と、入団以来初めて9を割り込んだ。開幕から離脱することなく抑えを務め、8月以降は安定感を取り戻しリーグ2位の36セーブを挙げたものの、6敗を喫し、防御率は前年から1近く下げ、WHIPも2007年の水準まで悪化した。同年のドラフトで実弟の永川光浩が育成選手として入団したが、兄弟と球団で話し合った結果、スコアボードの表記名は「永川」のまま変更されていない（弟・光浩は「永川光」と表記）。
2010年、前年に引き続きシーズン序盤から抑え投手を任されたものの、調子が上向かずにセットアッパーのマイク・シュルツに抑えの役割を譲る場面も見られた。4月14日には右内転筋を痛め一軍から離脱。5月29日には一旦一軍に復帰したが、内転筋損傷の再発のため6月8日から再び長期の離脱となった。その後は一軍に復帰することはなくシーズンを終えた。結局2010年は10試合の登板に終わり、セーブも1つ記録したのみだった。
2011年は主に中継ぎで19試合に登板したのみでセーブは0に終わり、抑え投手の座を失った。
2012年も調子が上がらず、この年はプロ入り後初めて一軍登板がないままシーズンを終えた。二軍生活の間にフォームの改善やフォーク主体だった投球からスライダー主体の投球への模索し翌年の復活に繋がる。
2013年は新スタイルで挑みオープン戦で9試合を投げ無失点と結果を残し、開幕一軍を果たすも、3月30日の巨人戦の試合中に右手を痛め、右中指腱鞘炎と診断され同月31日に一軍登録を外れた。その後、リリーフ陣の不調により再登録され、後半戦で主にセットアッパーを任され16年ぶりのAクラス入りに貢献した。
2014年8月29日の中日ドラゴンズ戦にて3点リードの延長11回裏に登板し、藤井淳志に2ランを打たれながら1回2失点とし、2010年3月26日の対ドラゴンズ戦以来、4年ぶりのセーブを挙げた。
2017年は左膝痛の影響で5年ぶりに一軍での出場機会が無く、二軍でも24試合で防御率4.85の成績に終わった。10月に膝のクリーニング手術を受けた。
2018年は22試合に登板したもの、2019年は再び一軍昇格の機会に恵まれず、9月6日に現役引退を発表。同月23日の対中日ドラゴンズ戦で引退登板、2004年10月10日の横浜戦以来15年ぶりの先発としてマウンドに立ち、大島洋平を一ゴロに打ち取り現役生活を終えた。

### 現役引退後
2020年も広島に残り、二軍投手コーチを務めることが2019年10月29日に発表された。
永川が現役引退した年には、元チームメイトかつ同郷・三次市出身で幼馴染だった梵英心も社会人野球から引退を表明しており、2019年12月14日に三次きんさいスタジアムで2人の同級生ら約30人が実行委員会となって2人の引退セレモニーが開催された。また、同月25日には梵の所属事務所・RIGHTS.が主催となってグランドプリンスホテル広島にて「梵英心×永川勝浩スペシャルディナートークショー」も開催。同トークショーには元チームメイトで同学年の江草仁貴や鞘師智也、3学年下の天谷宗一郎も参加した。
2021年は一軍投手コーチを、2022年は再び二軍投手コーチを務め、2024年からは再び一軍投手コーチを務める。

## 選手としての特徴

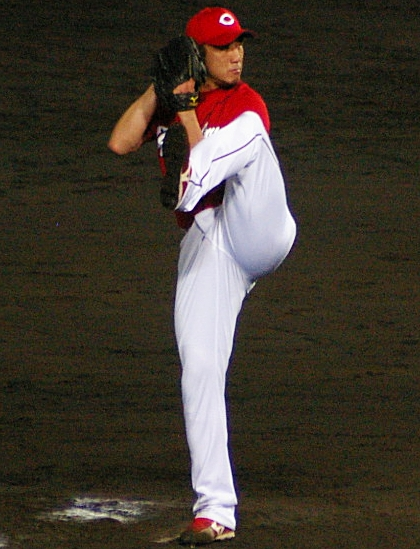

ノーラン・ライアンを真似たという、セットポジションから上げた足（膝）を顎に当てる投球フォームから最速156km/hの球威あるストレートと、大小2種類のフォークボールを投げる。特に空振りを狙うフォークは落差を大きくする。投球の半分以上がフォークで、奪三振率が高い。
一方でフォークの制球が甘い場合には、四死球で走者を溜めてストレートを痛打されたり、四死球で出した走者を暴投や捕逸で進塁させてしまう傾向がある。なおフォークの精度を欠く時には、プロに入ってから覚えたとするスライダーを多投。また、独特な投球フォームを持つため、フォームが崩れた場合に修正が難しいことが指摘されている。
バッテリーとしては、フォークボールの捕球に優れる石原慶幸と組むことが多い。他の捕手とバッテリーを組んだ場合はフォークを投げる割合が減り、極端に崩れることがある。またフォークを多投するために、2013年から安定感を重視し常時セットポジションから投げ込むスタイルとなった。さらに、これまでカウントを稼ぐ球として投げていたスライダーを、投球の軸の一つとして用いるまで成熟させた。

## 人物
2007年には日本テレビのドラマ「ドリーム☆アゲイン」の第1話冒頭で反町隆史演じる巨人の打者・小木駿介と劇中で対決するという設定で登場している。記録は9回裏二死満塁で空振り三振で勝った。
マウンドでは意識的に恐い顔を作っているという。「抑えはやるか、やられるかのポジション。なめられたら終わり」といい、「恐い顔で得することはあっても、損することは絶対ない」と語っている。結果的に打者を抑えることができても投球内容が良くなければ納得できない完璧主義な性格でもある。
腰痛を持病にもつ。

## 詳細情報

### 年度別投手成績
| 年 度      | 球 団      | 登 板 | 先 発 | 完 投 | 完 封 | 無 四 球 | 勝 利 | 敗 戦 | セ 丨 ブ | ホ 丨 ル ド | 勝 率 | 打 者 | 投 球 回 | 被 安 打 | 被 本 塁 打 | 与 四 球 | 敬 遠 | 与 死 球 | 奪 三 振 | 暴 投 | ボ 丨 ク | 失 点 | 自 責 点 | 防 御 率 | W H I P |
| ---------- | ---------- | ----- | ----- | ----- | ----- | -------- | ----- | ----- | -------- | ----------- | ----- | ----- | -------- | -------- | ----------- | -------- | ----- | -------- | -------- | ----- | -------- | ----- | -------- | -------- | ------- |
| 2003       | 広島       | 40    | 0     | 0     | 0     | 0        | 3     | 3     | 25       | --          | .500  | 178   | 41.2     | 40       | 3           | 16       | 1     | 2        | 50       | 7     | 1        | 20    | 18       | 3.89     | 1.34    |
| 2004       | 広島       | 22    | 4     | 0     | 0     | 0        | 3     | 4     | 4        | --          | .429  | 201   | 41.2     | 53       | 10          | 30       | 1     | 0        | 48       | 7     | 0        | 39    | 37       | 7.99     | 1.99    |
| 2005       | 広島       | 57    | 0     | 0     | 0     | 0        | 3     | 5     | 2        | 14          | .375  | 311   | 69.0     | 72       | 2           | 33       | 2     | 3        | 79       | 6     | 0        | 30    | 24       | 3.13     | 1.52    |
| 2006       | 広島       | 65    | 0     | 0     | 0     | 0        | 5     | 6     | 27       | 9           | .455  | 283   | 70.2     | 45       | 5           | 24       | 2     | 0        | 86       | 7     | 0        | 15    | 13       | 1.66     | 0.98    |
| 2007       | 広島       | 61    | 0     | 0     | 0     | 0        | 4     | 7     | 31       | 4           | .364  | 270   | 61.2     | 51       | 5           | 33       | 1     | 2        | 74       | 11    | 0        | 28    | 21       | 3.06     | 1.36    |
| 2008       | 広島       | 56    | 0     | 0     | 0     | 0        | 4     | 1     | 38       | 5           | .800  | 239   | 61.0     | 33       | 3           | 24       | 2     | 1        | 64       | 3     | 0        | 12    | 12       | 1.77     | 0.93    |
| 2009       | 広島       | 56    | 0     | 0     | 0     | 0        | 3     | 6     | 36       | 3           | .333  | 241   | 56.0     | 53       | 3           | 21       | 3     | 1        | 48       | 4     | 0        | 20    | 17       | 2.73     | 1.32    |
| 2010       | 広島       | 10    | 0     | 0     | 0     | 0        | 1     | 2     | 1        | 1           | .333  | 58    | 11.1     | 13       | 1           | 9        | 2     | 1        | 10       | 2     | 0        | 6     | 5        | 3.97     | 1.94    |
| 2011       | 広島       | 19    | 0     | 0     | 0     | 0        | 1     | 2     | 0        | 0           | .333  | 99    | 22.2     | 25       | 3           | 8        | 1     | 0        | 22       | 2     | 0        | 14    | 13       | 5.16     | 1.46    |
| 2013       | 広島       | 29    | 0     | 0     | 0     | 0        | 3     | 1     | 0        | 13          | .750  | 138   | 35.1     | 29       | 3           | 5        | 1     | 2        | 28       | 5     | 0        | 8     | 8        | 2.04     | 1.02    |
| 2014       | 広島       | 52    | 0     | 0     | 0     | 0        | 3     | 4     | 1        | 15          | .429  | 227   | 55.2     | 51       | 9           | 13       | 3     | 4        | 48       | 3     | 0        | 26    | 25       | 4.04     | 1.15    |
| 2015       | 広島       | 26    | 0     | 0     | 0     | 0        | 1     | 1     | 0        | 9           | .500  | 119   | 26.1     | 27       | 2           | 14       | 0     | 3        | 27       | 0     | 0        | 14    | 14       | 4.78     | 1.56    |
| 2016       | 広島       | 11    | 0     | 0     | 0     | 0        | 2     | 0     | 0        | 1           | 1.000 | 46    | 10.0     | 14       | 1           | 2        | 0     | 1        | 8        | 0     | 0        | 7     | 7        | 6.30     | 1.60    |
| 2018       | 広島       | 22    | 0     | 0     | 0     | 0        | 2     | 0     | 0        | 5           | 1.000 | 81    | 18.2     | 19       | 2           | 5        | 0     | 1        | 13       | 0     | 0        | 11    | 10       | 4.82     | 1.29    |
| 2019       | 広島       | 1     | 1     | 0     | 0     | 0        | 0     | 0     | 0        | 0           | ----  | 1     | 0.1      | 0        | 0           | 0        | 0     | 0        | 0        | 0     | 0        | 0     | 0        | 0.00     | 0.00    |
| 通算：15年 | 通算：15年 | 527   | 5     | 0     | 0     | 0        | 38    | 42    | 165      | 79          | .475  | 2492  | 582.0    | 525      | 52          | 237      | 19    | 21       | 605      | 57    | 1        | 250   | 224      | 3.46     | 1.31    |

- 各年度の太字はリーグ最高

### 表彰
- JA全農Go・Go賞：1回（Wedge Up賞：2006年6月）
- オールスターゲーム新人賞（2003年）

### 記録
初記録
- 初登板・初セーブ：2003年3月29日、対ヤクルトスワローズ2回戦（明治神宮野球場）、9回裏に2番手で救援登板・完了、1回無失点
- 初奪三振：同上、9回裏にトッド・ベッツから空振り三振
- 初勝利：2003年4月2日、対阪神タイガース2回戦（広島市民球場）、10回表に5番手で救援登板・完了、1回無失点
- 初先発・初先発勝利：2004年8月15日、対阪神タイガース20回戦（大阪ドーム）、5回3失点
- 初ホールド：2005年4月13日、対中日ドラゴンズ2回戦（豊橋市民球場）、8回裏に5番手で救援登板、1回無失点

節目の記録
- 100セーブ：2008年6月15日、対埼玉西武ライオンズ4回戦（西武ドーム）、9回裏に3番手で救援登板・完了、1回無失点 ※史上19人目（広島投手では3人目）
- 150セーブ：2009年8月1日、対横浜ベイスターズ13回戦（MAZDA Zoom-Zoom スタジアム広島）、9回表に6番手で救援登板・完了、1回無失点 ※史上7人目、球団史上初
- 500試合登板：2016年4月20日、対横浜DeNAベイスターズ5回戦（横浜スタジアム）、7回裏に4番手で救援登板、2/3回を3被安打4失点（自責点2）※史上95人目[18]

その他の記録
- セーブ王未獲得で通算165セーブ ※歴代最多
- オールスターゲーム出場：3回（2003年、2006年、2009年）

### 背番号
- 20（2003年 - 2019年）
- 74（2020年 - ）

## 関連情報

### ドラマ出演
- ドリーム☆アゲイン - 本人役で登場。

### CM出演
- 創建ホーム株式会社（広島県竹原市に本社を置く、注文住宅販売会社）2008年の開幕時に大竹寛、梵英心、栗原健太とエキストラの子供たちと共演。